# Zstąpienie Chrystusa do piekieł
Zstąpienie Chrystusa do piekieł lub do otchłani (łac. descensus Christi ad inferos) – zawarte w Apostolskim symbolu wiary określenie wydarzeń mających miejsce pomiędzy śmiercią a zmartwychwstaniem Jezusa. 
Zstąpienie do piekieł jest uznawane w teologii chrześcijańskiej za element zbawczego dzieła Chrystusa oraz istotną część historii zbawienia. Artykuł o zstąpieniu do piekieł w dziejach Kościoła był różnie interpretowany, jest również obiektem zainteresowań współczesnej myśli teologicznej.

## Podstawy biblijne
Jako nowotestamentową podstawę artykułu wiary o zstąpieniu do piekieł przytacza się zazwyczaj trzy teksty. Dwa z nich pochodzą z 1 List Piotra, a jeden z Listu do Efezjan:
- Chrystus bowiem również raz umarł za grzechy, sprawiedliwy za niesprawiedliwych, aby was do Boga przyprowadzić; zabity wprawdzie na ciele, ale powołany do życia Duchem. W nim poszedł ogłosić zbawienie nawet duchom zamkniętym w więzieniu, niegdyś nieposłusznym, gdy za dni Noego cierpliwość Boża oczekiwała, a budowana była arka, w której niewielu, to jest osiem dusz, zostało uratowanych przez wodę (1 P 3,18–20);
- Dlatego nawet umarłym głoszono Ewangelię, aby wprawdzie podlegli sądowi jak ludzie w ciele, żyli jednak w Duchu – po Bożemu (1 P 4,6);
- Dlatego mówi Pismo: Wstąpiwszy do góry wziął do niewoli jeńców, rozdał ludziom dary. Słowo zaś wstąpił cóż oznacza, jeśli nie to, że również zstąpił do niższych części ziemi? Ten, który zstąpił, jest i Tym, który wstąpił ponad wszystkie niebiosa, aby wszystko napełnić (Ef 4,8–10).

Wczesnochrześcijański egzegeta, Hieronim ze Strydonu, upatrywał prawdy o zstąpieniu Chrystusa do otchłani w dwóch korespondujących ze sobą tekstach, tj. w Księdze Jonasza oraz Ewangelii Mateusza:
- Wody objęły mnie zewsząd, aż po gardło, ocean mnie otoczył, sitowie okoliło mi głowę. Do posad gór zstąpiłem, zawory ziemi zostały poza mną na zawsze. Ale Ty wyprowadziłeś życie moje z przepaści, Panie, mój Boże! (Jn 2,6-7);
- Albowiem jak Jonasz był trzy dni i trzy noce we wnętrznościach wielkiej ryby, tak Syn Człowieczy będzie trzy dni i trzy noce w łonie ziemi (Mt 12,40).

Prócz tego hiszpański teolog, Ludwik z Grenady, wskazywał na tekst Ewangelii Łukasza:
- Gdy mocarz uzbrojony strzeże swego dworu, bezpieczne jest jego mienie. Lecz gdy mocniejszy od niego nadejdzie i pokona go, zabierze całą broń jego, na której polegał, i łupy jego rozda (Łk 11,21-22).

Współcześnie Joseph Ratzinger, późniejszy papież Benedykt XVI, wymienia także trzy inne biblijne sugestie dotyczące zstąpienia Chrystusa do otchłani:
- Sprawiedliwość zaś osiągana przez wiarę tak powiada: Nie mów w sercu swoim: Któż zdoła wstąpić do nieba? Oczywiście po to, by Chrystusa stamtąd sprowadzić na ziemię, albo: Któż zstąpi do Otchłani? Oczywiście po to, by Chrystusa wyprowadzić spośród umarłych (Rz 10,6-7);
- Nie zostawisz duszy mojej w Otchłani ani nie dasz Świętemu Twemu ulec skażeniu (Dz 2,27);
- Widział przyszłość i przepowiedział zmartwychwstanie Mesjasza, że ani nie pozostanie w Otchłani, ani ciało Jego nie ulegnie rozkładowi (Dz 2,31).

## W początkach chrześcijaństwa

### W Symbolu Apostolskim oraz innych wyznaniach wiary i orzeczeniach Kościoła
Wyznanie apostolskie stwierdza, że Chrystus:
...ukrzyżowan, umarł i pogrzebion. Zstąpił do piekieł (κατελθόντα εἰς τὰ κατώτατα), trzeciego dnia zmartwychwstał,
Artykuł o zstąpieniu do otchłani wszedł w skład Symbolu Apostolskiego w końcowej fazie jego formułowania. Pierwszym znanym wyznaniem wiary zawierającym ten artykuł jest Wyznanie z Akwilei z 370 roku, znane z relacji Rufina z Akwilei. Występował też w deklaracjach synodów z Sirmium (359), Nicei (359) i Konstantynopola (360).

### W księgach apokryficznych
Wzmianki o zstąpieniu do otchłani znajdują się w księgach apokryficznych: Ewangelii Piotra, Ewangelii Nikodema, Ewangelii Bartłomieja, Liście Apostołów, Odach Salomona, Wyroczniach sybillińskich i Testamencie Dana. Ewangelia Nikodema podaje długi i dokładny opis zstąpienia do Hadesu jako triumfalnego wkroczenia w królestwo śmierci.

### Świadectwa pisarzy wczesnochrześcijańskich
O zstąpieniu do piekieł wspominają liczni Ojcowie Apostolscy i Ojcowie Kościoła. Wielu spośród nich podkreśla soteriologiczny charakter zstąpienia. Należą do nich m.in. Ignacy Antiocheński, Justyn Męczennik, Ireneusz z Lyonu, Meliton z Sardes, Cyryl z Aleksandrii, Epifaniusz z Salaminy, Hieronim ze Strydonu i Jan z Damaszku.
We wczesnym chrześcijaństwie istniały dwa modele zstąpienia do piekieł, oparte na dwóch wzorach antropologicznych. Model semicki podkreślał zstąpienie do otchłani całego Chrystusa jako osoby, według modelu greckiego do otchłani zstąpiła jedynie dusza Chrystusa.
Ojcowie Kościoła sprzeciwiali się utożsamianiu pogrzebania Jezusa ze zstąpieniem do piekieł.

## Interpretacja teologiczna

### W katolicyzmie
Oficjalna nauka Kościoła katolickiego na temat zstąpienia do piekieł znajduje się w KKK 631–637.
Tomasz z Akwinu pisał na temat zstąpienia Chrystusa do Otchłani (limbus) w Summa Theologiae.III, q. 52, a. 6.
Jan Paweł II pisał, że: Zstąpienie do otchłani obrazowo wyraża zwycięstwo Chrystusa nie tylko nad śmiercią, ale również nad szatanem, zwycięstwo, które spowodowało wyzwolenie ludzkości spod dominacji złego ducha.

### W prawosławiu
Zstąpienie do piekieł odgrywa istotną rolą w teologii i pobożności Kościoła wschodniego. Uznawane jest ono za przejaw wywyższenia Chrystusa. Podkreślana jest jego rola soteriologiczna: stanowi ono zwycięstwo nad śmiercią i szatanem, i tym samym drogę do przebóstwienia człowieka. Ikonografia prawosławna przedstawia zstąpienie do piekieł jako wyrwanie z mocy śmierci całego rodzaju ludzkiego, symbolizowanego przez pierwszych rodziców, i tym samym wskazuje na uniwersalny charakter zbawienia.

### W protestantyzmie
Luteranizm
Teologia luterańska uznaje zstąpienie Chrystusa do otchłani za pierwszy stopień wywyższenia Chrystusa. Najszerszy wykład nauczania luterańskiego na temat zstąpienia do piekieł znajduje się w Formule zgody, a przede wszystkim w artykule IX, konkretnie temu zagadnieniu poświęconym. Według niej do otchłani zstąpił cały Chrystus, w swej boskiej i ludzkiej naturze. Zstąpienie do otchłani miało charakter zbawczy, było zwycięstwem Chrystusa i wyrwaniem wierzących z mocy śmierci, potępienia i szatana. Księga opowiada się w nim za jak najprostszym rozumieniem artykułu wiary jako zwycięstwa Chrystusa i niezagłębianiem się, w jaki sposób się ono dokonało. W kwestiach bardziej szczegółowych Formuła zgody odwołuje się do kazania wygłoszonego przez Marcina Lutra w Torgawie w 1533 roku, którego istotne elementy sama zawiera. Luter był zdania, że Chrystus zstąpił do piekieł duszą i ciałem, a sposób w jaki się to dokonało, przy jednoczesnym pozostaniu ciała w grobie, uznaje za tajemnicę Boga. Uznanie integralności osoby Chrystusa było w znacznej mierze pochodną polemiki w zakresie teologii eucharystycznej, w której luteranizm opowiadał się za realną obecnością ciała i krwi Chrystusa w Wieczerzy Pańskiej.
Nauczanie Formuły zgody na temat zstąpienia do piekieł jest polemiką z poglądami reformatorów szwajcarskich i ich naśladowców.
Reformacja szwajcarska
Odmienną od tradycyjnej interpretację artykułu o zstąpieniu do piekieł uznawali reformatorzy szwajcarscy. Huldrych Zwingli utożsamiał zstąpienie Jezusa do piekieł z pogrzebaniem; artykuły „pogrzebion” i „zstąpił do piekieł” były jego zdaniem synonimiczne. Jan Kalwin w dziele Institutio religionis christianae tłumaczył zstąpienie do piekieł jako przeżycie wewnętrznej męki. Również Katechizm Heidelberski w odpowiedzi na 44 pytanie poświadcza, że reformatorzy szwajcarscy pojmowali zstąpienie do piekieł jako najgłębszy punkt cierpienia Chrystusa. Wśród teologów luterańskich podobne nauczanie prezentował Jan Aepinus, według którego zstąpienie do piekieł było karą poniesioną za grzechy pierworodne ludzi i ostatnim etapem poniżenia Chrystusa, a zwycięstwo nad piekłem zostało odniesione przez cierpienie.
Socynianizm
Bracia polscy w XVI wieku, unitarianie w XVII wieku, i obecni chrystadelfianie wierzą, że słowo „piekło” (Hades) oznacza grób, i że Jezus umarł i 3 dni nie żył.

### U Świadków Jehowy
Świadkowie Jehowy uważają, że termin piekło jest budzącym niewłaściwe skojarzenia tłumaczeniem hebrajskiego שְׁאוֹל (sze’òl) i greckiego Ἅδης (háides). Według nich oba te terminy odnoszą się do miejsca spoczynku zmarłych, w którym nie doznają żadnych wiecznych mąk. Nie jest to literalne miejsce o określonym położeniu, ale symboliczne jako stan niebytu – wspólny grób ludzkości. Dlatego uważają, że Jezus Chrystus poszedł po śmierci do piekła (grobu). Jednak „nie został opuszczony w grobie [„piekle”, Biblia gdańska]”, bo Jehowa Bóg po trzech dniach go wskrzesił (Dzieje Apostolskie 2:31, 32 (NW)).